# En liten stund med Jesus
En liten stund med Jesus, (orig. "A little talk with Jesus"), är en psalmsång om bönegemenskap med Jesus författad av Anne Louise Ashley-Greenstreet 1871. Texten översattes till svenska av Lina Sandell 1879. Varje strof, av totalt sex, utom den sista börjar: "En liten stund med Jesus". Den sjätte och sista versen avslutas med "en evighet med Jesus Och allt, ja allt är gott".
Melodin är hämtad ur Ahnfelts sånger 1872, samma som till Hos Gud är idel glädje, och anges i Musik till Sionstoner (1909), vara komponerad av Oscar Ahnfelt, medan utgivaren av Nya Pilgrimssånger hänvisar till Sionstoner för melodin.

## Publicerad som
- Nr 216 i Sionstoner 1889
- Nr 330 i Nya Pilgrimssånger 1892 under rubriken "Trygghet, glädje och tröst".
- Nr 302 i Svensk söndagsskolsångbok 1908 under rubriken "Lärare- och föräldramöten".
- Nr 351 i Svenska Missionsförbundets sångbok 1920 under rubriken "Guds barns trygghet."
- Nr 15 i Fridstoner 1926 under rubrike "Böne- och lovsånger".
- Nr 240 i Frälsningsarméns sångbok 1929 under rubriken "Jubel, erfarenhet och vittnesbörd".
- Nr 240 i Musik till Frälsningsarméns sångbok 1930
- Nr 407 i Sionstoner 1935 under rubriken "Nådens ordning: Trosliv och helgelse".
- Nr 380 i Guds lov 1935 under rubriken "Före och efter predikan".
- Nr 4 i Andliga sånger 1936 (Örebromissionens förlag)
- Nr 35 i Sions Sånger 1951.
- Nr 232 i Frälsningsarméns sångbok 1968 under rubriken " Det Kristna Livet - Andakt och bön".
- Nr 123 i Sions Sånger 1981 under rubriken "Kristlig vandel".
- Nr 207 i Den svenska psalmboken 1986, 1986 års Cecilia-psalmbok, Psalmer och Sånger 1987, Segertoner 1988 och Frälsningsarméns sångbok 1990 under rubriken "Stillhet - meditation".
- Nr 246 i Lova Herren 1987 under rubriken "Gemenskap i bön och Ordets betraktande".
- Nr 324 i den finlandssvenska psalmboken 1986 under rubriken  "Bön och förbön"
- Sions Sånger (2008) som nr 150.

## Inspelningar
- På CD:n Svenska folkets psalmer med Ulf Christiansson
- Frank Ådahl på albumet Helt enkelt, 2008